# Grzegorz Szumiłowicz
Grzegorz Igor Szumiłowicz (ur. 1933, zm. 4 maja 2014) – polski chirurg naczyniowy, prof. dr hab. nauk med.

## Życiorys
W 1960 roku został absolwentem Pomorskiej Akademii Medycznej w Szczecinie. Pracę doktorską obronił w roku 1971, a  w roku 1982 uzyskał stopień doktora habilitowanego. Od roku 1984 do 1990 był prodziekanem I Wydziału Lekarskiego Pomorskiej Akademii Medycznej, w latach 1996–2004 kierował Kliniką Chirurgii Ogólnej i Naczyniowej.
Był wiceprzewodniczącym Ukraińskiego Towarzystwa Lekarskiego w Polsce, wydał słownik terminologii lekarskiej w językach: polskim, łacińskim i ukraińskim.

## Odznaczenia
Za wybitne zasługi w dziedzinie medycyny został w 2002 roku odznaczony Krzyżem Kawalerskim Orderu Odrodzenia Polski.